# Harina tostada

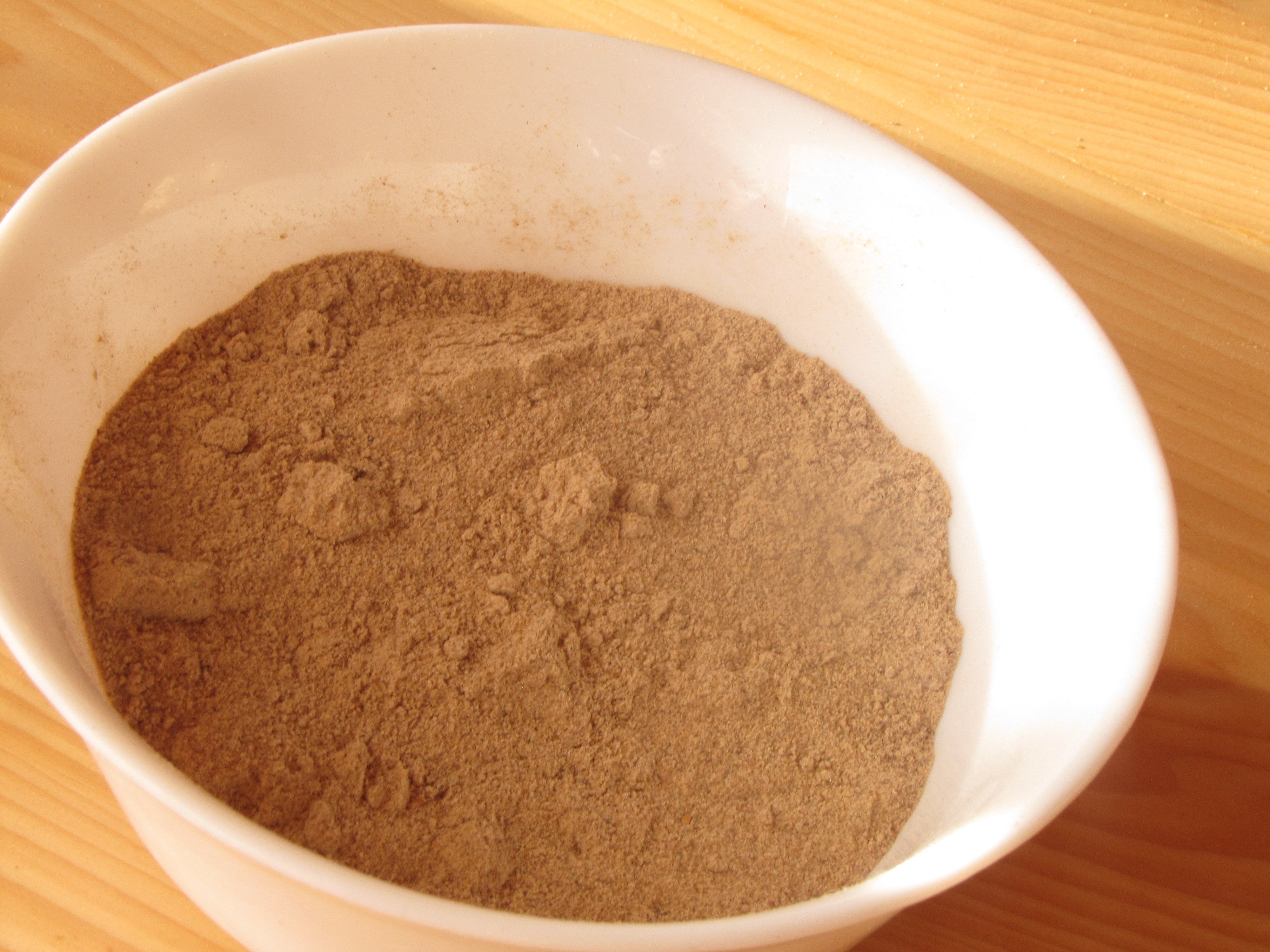
Harina de trigo tostado.

Las harinas tostadas son alimentos elaborados a partir de cereales molidos y tostados, que son consumidos en diferentes partes del mundo, especialmente en América, Europa y África. Según su composición y su origen geográfico, pueden ser conocidas bajo diversas denominaciones. La ventaja de las harinas tostadas frente a las harinas crudas radica en su mayor digestibilidad.

## En Canarias
En las Islas Canarias se conoce bajo el nombre de gofio. En el periodo prehispánico de la historia de las islas, se preparaba a base de trigo y cebada, aunque por influencia americana hoy en día suele hacerse de millo (maíz). El gofio canario, que se molía en un molino de mano hecho de piedra, proviene de los pueblos amaziges del norte de África, los antiguos pobladores de las islas, aunque su origen es más antiguo. El gofio (mezclado con agua o leche) era el alimento de base de los campesinos canarios, y se extendió por el continente americano bajo la influencia de los emigrantes canarios.

## En Argentina y Chile

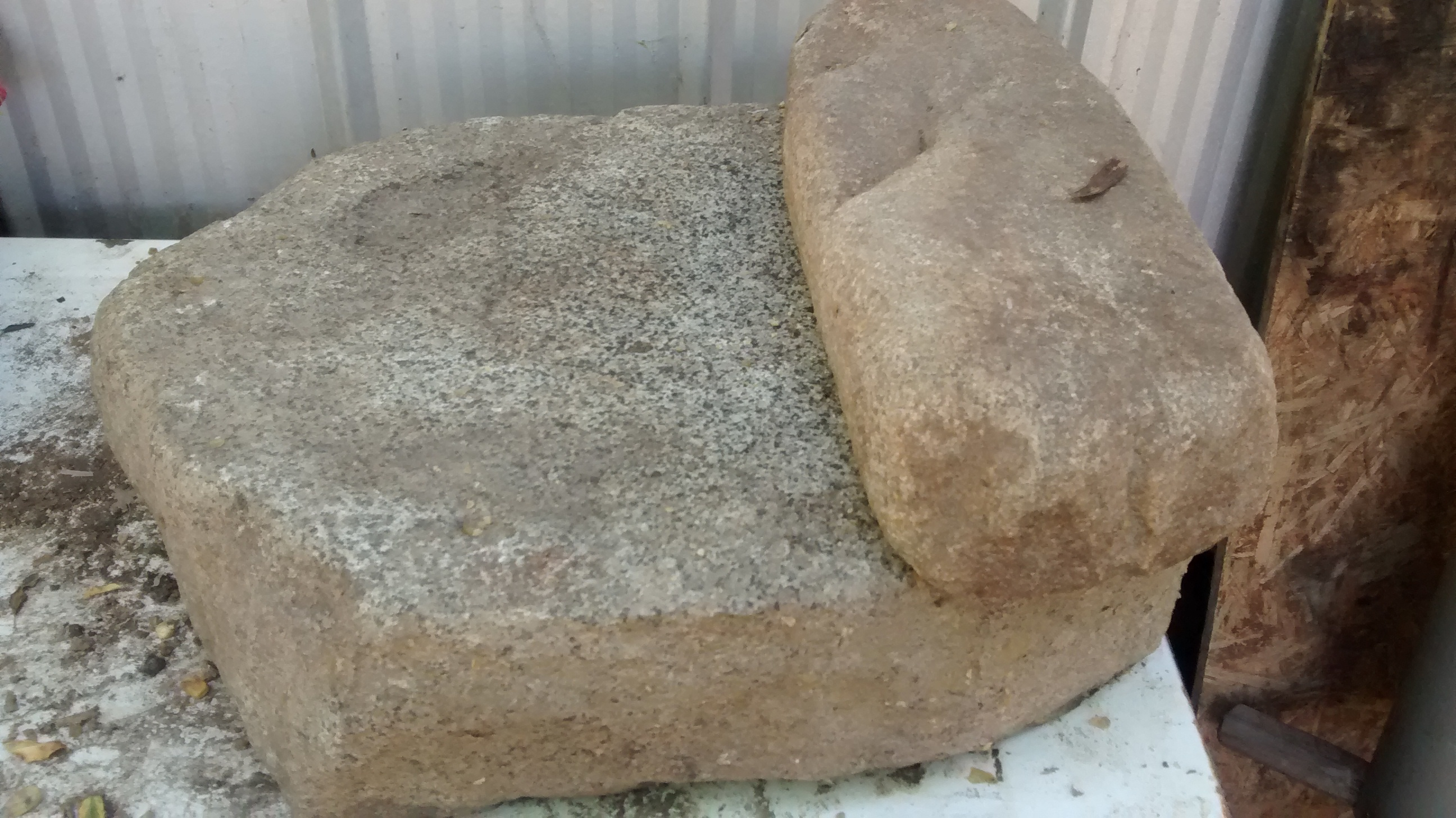
Molino de mano usado para hacer harina tostada en la década de 2010 en Chile.

Paralelamente, las harinas tostadas de maíz forman parte de la cultura tradicional de distintos pueblos de América del Sur. En Chile y Argentina suelen llamarse simplemente harina tostada o ñaco, dependiendo del lugar. Inca Garcilaso de la Vega recoge en sus escritos que los indígenas de Chile recolectaban los granos de cereales silvestres, que luego tostaban y molían  para preparar ulpo, como luego hicieron con el trigo y la cebada. En Argentina, tras la conquista española, los pehuenches molían y tostaban la harina de trigo en pequeños molinos. La harina la intercambiaban a los españoles por otros bienes, pues no disponían de los medios necesarios para cultivar los cereales. Para molerla se utilizaban molinos manuales (kudi en mapudungún) y posteriormente molinos de agua. El ulpo es una bebida de harina tostada y agua, consumida por los mapuches, que en el norte de Chile recibe el nombre de cocho.
En Chile, la harina tostada se emplea además como ingrediente para distintas bebidas alcohólicas, tales como la Chupilca (una mezcla de harina tostada y vino) o el Pihuelo (harina tostada y chicha de uva). También se mezcla con cerveza negra, que en Chile se conoce como malta.
La harina tostada del archipiélago de Chiloé suele contener una parte de linaza que le confiere un olor y sabor caracterìsticos.

## En otros lugares
En países americanos como Perú, Bolivia y Ecuador se consume una harina de cereales tostados (principalmente cebada, pero a veces también maíz o trigo) llamada máchica.
En Europa, la harina tostada en un caldero ha sido utilizada tradicionalmente en la elaboración de diversos platos, como en la elaboración de sopas y papillas.
Por otro lado, en Asia se produce en países como Nepal, donde se consume una harina de tostada de centeno llamada tsampa. En Japón, la harina de soja tostada se conoce como harina kinako. A diferencia de otras harinas mencionadas anteriormente, la soja es una leguminosa y no un cereal.
En Venezuela también son populares las harinas tostadas. La de trigo se conoce como gofio canario y la de maíz como fororo.
En Daguestán Norte del Cáucaso, actualmente territorio ruso, se consumen las harinas tostadas de maíz, trigo, cebada y de garbanzos de color negro. Hay dos tipos de tostado igual que en Canarias: fuerte y ligero. Hat( gofio de maíz de tueste medio) se toma con kéfir mezclando en frío o se hacen bollitos hervidos en el caldo con tocino de la cola del cordero endémico y se toman con la salsa de ajo. Tekh ( harinas de tueste fuerte) se utilizan para hacer una especie de salsa dulce con mantequilla y miel para acompañar pan relleno de requesón. Las harinas de garbanzo Botla Hat se mezcla con el de maíz para hacer los bollitos hervidos en algunos pueblos. El mayor consumo de estas harinas se da en los pueblos étnicamente considerados como Avaros ( ellos mismos a si se refieren como Montañeses)